# Savino Zaba

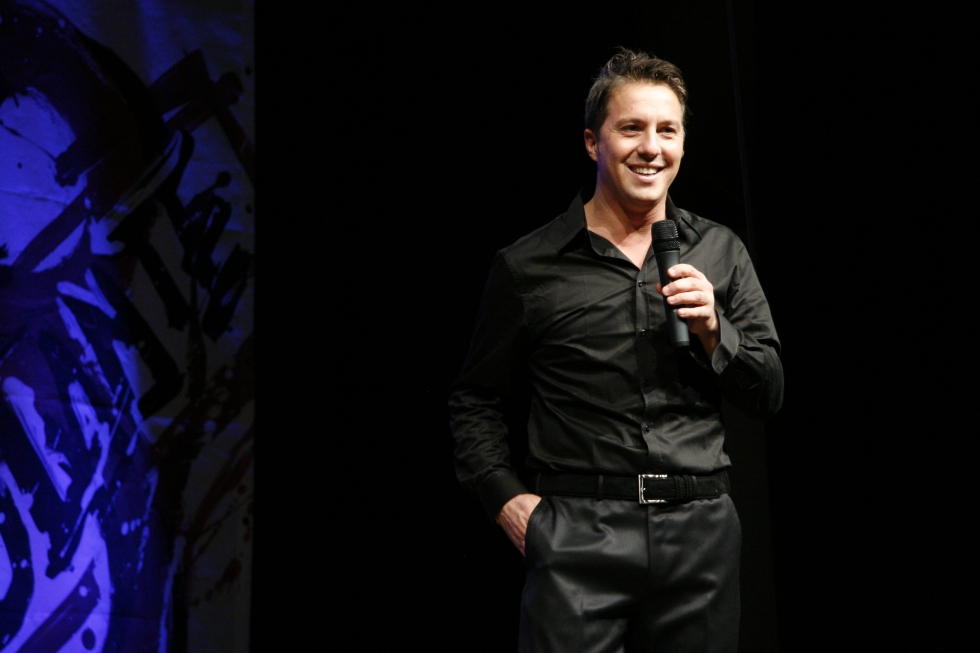
Savino Zaba in conduzione nel 2012

Savino Zaba, all'anagrafe Savino Zabaione (Cerignola, 25 luglio 1971), è un conduttore televisivo, conduttore radiofonico e attore teatrale italiano.

## Biografia
Laureato in Lettere, ha iniziato a fare radio ancor giovanissimo, nel 1987, nella piccola e privata Radio Arcadia. In seguito ha lavorato in una serie di radio locali e nazionali come Radionorba, Radio Dimensione Suono, Radio Capital, RTL 102.5, Rai Radio 2, con programmi di successo come Ottovolante, A qualcuno piace Cult e Italia nel Pallone, fino a Rai Radio 1, dove ha condotto Formato famiglia - generazioni a confronto con Diana Alessandrini e Annalisa Manduca, Zona Cesarini con Maurizio Ruggeri Fasciani, e Radio1 Streaming.
Più volte conduttore del Premio Lunezia in piazze e teatri, in tv ha esordito nel 1995 con il programma musicale Battiti in onda su Telenorba, per poi arrivare nel corso degli anni ai canali Rai. Nel 2002 è stato tra i creatori del progetto radiofonico m2o del gruppo L'Espresso, diventandone anche voce ufficiale.
A giugno 2004 è stato il testimonial della campagna pubblicitaria di Valtur.
Dal 2008 al 2009 ha collaborato a Tappeto volante di Luciano Rispoli, in onda su Canale Italia, celeberrimo talk show nato negli anni novanta su Telemontecarlo. Dal 2006 al 2009 ha condotto Music@ il magazine musicale del sabato notte di Raiuno. Nel 2009 ha presentato su Raidue il Venice Music Awards Giovani con Fiammetta Cicogna e nel 2010 DivinAmalfi con Laura Barriales.
A gennaio 2011, insieme con Daniele Silvestri, e altri artisti, ha partecipato al cd musicale e allo spettacolo teatrale Fantafavole; sempre nel 2011, a giugno, ha pubblicato il suo primo libro Beato a chi ti Puglia (Palomar Editore) e ne ha tratto l'omonimo spettacolo teatrale, di cui è stato protagonista insieme prima con Amalia Gré e poi con Erica Mou. Nel 2011, insieme con Lucio Dalla, Renzo Arbore e Moni Ovadia è stato tra i protagonisti dello spettacolo di teatro-canzone Il bene mio, omaggio a Matteo Salvatore; nel 2014 lo spettacolo ispirerà il film-documentario dal titolo Prapatapumpapumpapà diretto da Cosimo Damiano Damato.
Dal 2011 al 2013 ha condotto per due stagioni, con Georgia Luzi, il programma Unomattina - Storie vere su Raiuno. Nel 2013 ha presentato in prima serata su Raidue il Concerto di Natale con Caterina Balivo.
A marzo 2014 è stato protagonista e ideatore del format "Missione Ottovolante in Libano": uno spettacolo live per le truppe italiane impegnate al fronte in Libano e l'intero diario di viaggio. Il progetto diventerà una trasmissione di Rai Radio 2, uno speciale Tv e un film-documentario.
Nell'estate 2014 è stato in tour con lo spettacolo di teatro-canzone Canto...anche se sono stonato. A settembre 2014 è stato tra i protagonisti del brano Strano Paese, un testo del grande fumettista Andrea Pazienza musicato dalla DauniaOrchestra, diventato una canzone per aiutare il Gargano, colpito dall'alluvione.
Nell'autunno 2015 è stato tra i protagonisti del programma Tale e Quale Show, condotto da Carlo Conti su Rai 1. A gennaio 2016 con Massimo Bagnato ha scritto e interpretato la web serie di Rai Radio2 Per così Poco. A ottobre 2016 ha lavorato in teatro nella commedia Una fidanzata per papà con Sandra Milo, Angela Melillo e Stefano Antonucci. A maggio 2017 ha pubblicato il libro Parole, parole...alla radio (Graus Editore), un saggio storico-linguistico sulla mondo della radio. Nell'estate 2017 è stato tra i conduttori del programma Quelle brave ragazze... su Rai 1 e ideatore del surreale talent dal titolo "entreRai". Ad agosto 2017 ha condotto a Jesolo le prefinali del Concorso Nazionale Miss Italia. A novembre 2019 ha condotto nel Principato di Monaco i Golden Foot Award.
Nel 2020 ha recitato un monologo in apertura del videoclip di Domani è primavera, canzone di Dario Gai. A gennaio del 2020 ha condotto con Filippo Corsini lo speciale dal vivo, in onda su Rai Radio 1 e su RaiPlay, che celebra il sessantesimo compleanno della trasmissione Tutto il calcio minuto per minuto. Nel 2020 e 2021 è stato direttore artistico del "Premio Ausonia", Mostra nazionale delle arti e dello spettacolo italiano. In occasione dei Festival di Sanremo 2022 2024 2025 ha presentato gli eventi di Casa Sanremo e tutte le mattine "Buongiorno Sanremo" sul canale CasaSanremoTv. Nell'estate 2022 ha condotto "dalla A alla Zaba", all'interno del programma di Rai 1 "Weekly". Nell'estate 2022 ha presentato su Rai 2 in seconda serata il programma Leggerissima estate. A ottobre 2022 è stato nominato direttore del Teatro Saverio Mercadante di Cerignola. Nell'ottobre dello stesso anno ha iniziato a condurre "Incroci", con Myriam Fecchi, su Rai Isoradio. Nell'estate 2023 e 2024 ha presentato la striscia domenicale di Rai 1 "Big Factor". Da settembre 2023 conduce "Radio1 Streaming" tutte le mattine su Rai Radio 1. A giugno 2024 pubblica il libro Cent'anni di compagnia (Rai Libri) al cui interno, attraverso il Qr-Code, è possibile ascoltare il suo brano Cento Suonati. Il videoclip del brano, con la regia di Francesco Colangelo, vede come attrice protagonista Francesca Testasecca, Miss Italia 2010.
Doppiatore professionista, ha dato voce a tanti e importanti spot nazionali radio-tv; è stato per anni la voce ufficiale delle sigle e dei jingle di Rai Radio 2. Nel maggio 2008 ha fatto parte del cast del film di animazione La luna nel deserto, insieme a Michele Placido, Renzo Arbore, Arnoldo Foà, Emilio Solfrizzi, Violante Placido, Antonio Stornaiolo.
È docente di "Linguaggi della Radio" nel corso di Laurea di letteratura, arte, musica e spettacolo, presso l'Università eCampus

## Vita privata
Con la ex compagna Elena Capriati ha avuto un figlio maschio, Niccolò.  Savino Zaba attualmente vive a Roma. Tifa per la Juventus e ha praticato a lungo il calcio a livello agonistico. 

## Radio
- Radionorba (1994-2000)
- Radio Dimensione Suono (2000-2002)
- Radio Capital (2002-2003)

- M2o (2003)
- RTL 102.5 (2003-2004)
- Rai Radio 2 (2004-2018)
- Rai Isoradio (2022-2023)
- Rai Radio 1 (2018-oggi)

## Televisione
- Battiti (Telenorba, 1995-2000)
- Happy Cab (Happy Channel, 2005)
- Music@ (Rai 1, 2006-2009)
- Venice Music Awards Giovani (Rai 2, 2009)
- Premio Re Manfredi (Telenorba, 2009)
- DivinAmalfi (Rai 2, 2010)
- Unomattina (Rai 1, 2010-2011) Inviato
- Campionati mondiali di calcio (Rai 1, 2010) Inviato
- Venice Music Awards (Rai 2, 2010)
- Miss Italia (Miss Italia Channel, 2010)
- Unomattina Storie vere (Rai 1, 2011-2013)
- Concerto di Natale (Rai 2, 2013)
- Tale e quale show (Rai 1, 2015) Concorrente
- Quelle brave ragazze... - entreRai (Rai 1, 2017)
- Tutto il calcio minuto per minuto Speciale 60 anni (Raiplay, 2020)
- Buongiorno Sanremo (CasaSanremoTv, 2022)
- Weekly - dalla A alla Zaba (Rai 1, 2022)
- Leggerissima estate (Rai 2, 2022)
- Weekly - Big Factor (Rai 1, 2023)
- Weekly - Big Factor (Rai 1, 2024)

## Teatro
- Tragicomico Cechov - regia di Pino Bruno (1992)
- La Purga di Bebè - regia di Pino Bruno (1994)
- GospelDream - regia di Vincenzo Schettini (1999)
- Capodanno al Mc Donald's di Arles - regia di Federico Caramadre Ronconi (2003)
- Memoires d'Amour - regia di Federico Caramadre Ronconi (2004) - Premio Schegge d'Autore 2004 -
- Beato a chi ti Puglia Archiviato il 23 aprile 2013 in Internet Archive. - regia di Stefano Tatullo (2011-2013)
- Il bene mio - regia di Cosimo Damiano Damato (2011)
- PassionChrist - regia di Vincenzo Schettini (2012)
- Canto...anche se sono stonato - regia di Savino Zaba (2014)
- Una fidanzata per papà - regia Piero Moriconi (2016)
- Canto e incanto dei sensi - omaggio a G. Rossini con Katia Ricciarelli (2018)

## Doppiaggio
- Nureddin in La luna nel deserto , cortometraggio (2008)

## Premi
- Premio "Fiorello La Guardia" (2001)
- "Oscar della Radio", al meeting dell'emittenza radiofonica e il premio "Hargos Hippium" (2006)
- Premio "Roma VideoClip" per la trasmissione "Music@" di Raiuno (2007) e per il videoclip "Cento suonati" (2025)
- Premio "Cerignolano dell'anno" (2008)
- "Magna Grecia Awards" (2012)
- "Premio Personalità Europea (2013).
- Premio nazionale "Nicola Zingarelli" (2015)
- "Premio Sirio" (2015)
- Cuffie d'oro - Lelio Luttazzi Award (2016)
- "Microfono d'Oro" (2022)